# 穆斯图瓦尔阿克
穆斯图瓦尔阿克（法語：Moustoir-Ac，法語發音：[mustwaʁ ak]）是法国莫尔比昂省的一个市镇，属于蓬蒂维区。

## 地理
穆斯图瓦尔阿克（47°51'20"N, 2°50'7"W）面积33.92 平方千米，位于法国布列塔尼大區莫尔比昂省，该省份为法国西北部沿海省份，位于布列塔尼半岛南部，北起阿摩尔滨海省、西接菲尼斯泰尔省，南濒大西洋，东南接大西洋卢瓦尔省，东临伊勒-维莱讷省。
与穆斯图瓦尔阿克接壤的市镇（或旧市镇、城区）包括：洛克米内、比尼昂、科尔波、格朗尚、布朗迪维、拉沙佩勒讷沃、普吕姆兰。

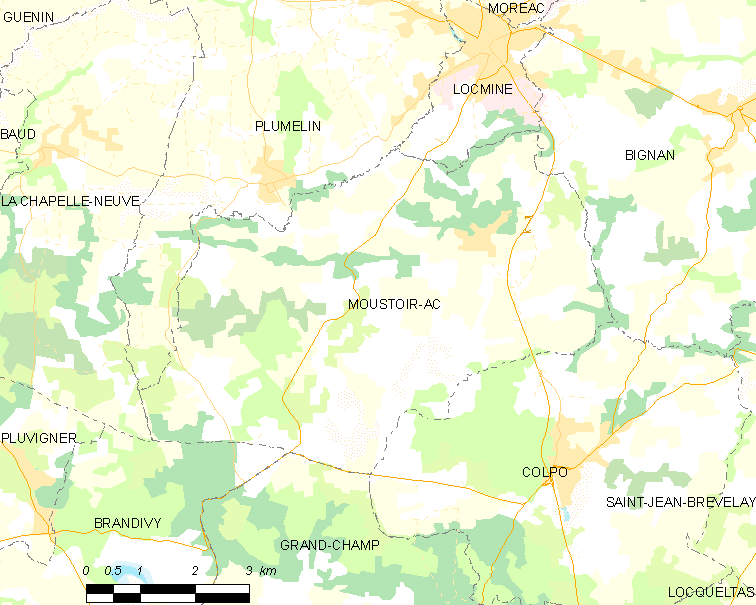
穆斯图瓦尔阿克的OSM定位图

穆斯图瓦尔阿克的时区为UTC+01:00、UTC+02:00（夏令时）。

## 行政
穆斯图瓦尔阿克的邮政编码为56500，INSEE市镇编码为56141。

## 政治
穆斯图瓦尔阿克所属的省级选区为格朗尚县。

## 人口

1962-2008年间穆斯图瓦尔阿克人口变化图示

穆斯图瓦尔阿克于2022年1月1日时的人口数量为1713人。